# Болдіжар Олександр Олександрович
Олекса́ндр Олекса́ндрович Болдіжа́р (нар. 1954) — доктор медичних наук, професор, заслужений лікар України (2004), лауреат Державної премії України в галузі науки і техніки (2009).

## Життєпис
Народився 1954 року в Клячанові (Мукачівський район); був одним із трьох братів. Батько був репресований у 1948-му; його відпустили тільки після смерті Сталіна. Майбутня дружина працювала виконробом на будівництві 18 років. 1977 року закінчив навчання на медичному факультеті Ужгородського державного університету та пройшов інтернатуру у Мукачівській центральній районній лікарні; працював хірургом Рахівської ЦРЛ.
У 1979 році переведений на роботу в Закарпатський обласний клінічний онкологічний диспансер — посаду лікаря-ендоскопіст, згодом — лікар-хірург. Стояв біля витоків створення ендоскопічної служби у Закарпатській області; займався розвитком мініінвазійних хірургічних технологій. Пройшов науково-педагогічне стажування у клініці академіка Віктора Савельєва на базі Московського медичного інституту, згодом — у інститутах Києва, Запоріжжя, Дніпропетровська.
1987 року запрошений на роботу в Ужгородський державний університет — асистент на кафедрі загальної хірургії. У 1999 році захистив кандидатську дисертацію «ендоскопічна склеротерапія варикозних вен стравоходу в профілактиці кровотеч при спленодекомпресивних судинних операціях у хворих на цироз печінки».
2004 року очолив медичний факультет Ужгородського національного університету. Того ж року вдостоєний почесного звання заслуженого лікаря України.
2007 року у Тернопільському державному медичному університеті захистив докторську дисертацію «діагностика та хірургічне лікування псевдокіст підшлункової залози».
У 2006 році обраний дійсним членом Угорської академії наук.
Лауреат Державної премії України в галузі науки і техніки 2009 року — за роботу «Розробка та впровадження нових методів діагностики і хірургічного лікування захворювань підшлункової залози»; співавтори Бондар Григорій Васильович, Дронов Олексій Іванович, Запорожченко Борис Сергійович, Кондратенко Петро Геннадійович, Криворучко Ігор Андрійович, Тодуров Іван Михайлович, Усенко Олександр Юрійович, Чорний Володимир Володимирович, Ярешко Володимир Григорович.
Є автором понад 150 наукових праць.
Під його керівництвом захищені кандидатські дисертації.
Серед робіт: «Хромогастроскопія резектованого шлунка» співавтори В. І. Русин, Ю. А. Паканич, А. Р. Василів 2008.

### Особисте життя
Зі свою дружиною знайомий зі школи — ходили в один клас. Виростили дві доньки (успішні в науковому світі), тішаться онучками Ребекою та Рафаеллою.